# 內政部大型重要查詢系統
內政部大型重要查詢系統（英語：Home Office Large Major Enquiry System，簡稱），是一個主要由英國警察用於調查重大案件（例如連續殺人及高金額詐騙）的信息技術系統。
此系統是由優利系統為民間融資提案下的警察信息技術組織開發的一個單一應用程式，它能完全兼容英格蘭、蘇格蘭、威爾士及北愛爾蘭的所有警隊，以及英軍皇家憲兵所使用的電腦系統，系統簡稱則參考自虛構故事人物夏洛克·福爾摩斯。

## 開發

### HOLMES
HOLMES於1985年推出，它使當時的執法機構能有效並更快解決犯罪，並提高犯罪調查的效率。與其後續系統「HOLMES 2」一樣，它是個行政支援系統，主要目的是協助高級調查官管理、調查嚴重罪行的複雜性。為此，HOLMES仔細處理大量信息，並確保沒有忽略任何重要的線索。在1986年，英國警隊開始在所有重大事件中使用HOLMES，包括一系列謀殺案，涉及數百萬英鎊的欺詐案和重大災難。
雖然HOLMES是一個非常有效的行政支援系統，但是它對罪案調查的支持度很低，而且只有很微小的機會能串連個別案件及連繫國內其他執法單位。因此，警隊需要一種新的解決方案，旨在能幫助他們交換及更有效地利用他們的信息。

### HOLMES 2
在警隊的需求下，英國警隊在1994年開始計劃使用一個新的改進版本取代現有的HOLMES系統，用以克服舊系統的已知缺點及更新系統技術，使警隊能更靈活地應付未來的變化。新版本「HOLMES 2」最終於2000年交付給第一批警隊，而最後一批警隊亦於2004年初開始使用新系統，合共有超過40支英國警隊使用。

## 應用
HOLMES系統最重要的功能是用作犯罪調查，為此，系統會基於一個有組織及條理的方法，收集公眾、調查官及來自其他來源的所有信息，並將這些信息集中在一個名為「重大事故室（MIR）」的行政中心，以協調進一步的調查行動。在輸入掩碼的幫助下，高級調查官能指導和控制系統的查詢過程，並獲得相關資訊。另外，為了提供最具成本效益的系統予警察，系統由商用現貨組件和專用軟件組合而成。此外，新版本的「HOLMES」嵌入了電腦智能，提供了如動態推理引擎（Dynamic Reasoning Engine）等的新技術。
系統的另一個主要功能是災難管理。在災難發生時，系統能透過警方臨時設立的傷亡局（Casualty Bureau）來提供協助。此外，系統還能夠集中資源，以便更有效地處理在高峰時公眾查詢或回報失蹤人士。

## 外部連結
- HOLMES 2網頁 （页面存档备份，存于）